# Indiana University Bloomington
Indiana University Bloomington (IU Bloomington) is een openbare onderzoeksuniversiteit in Bloomington, Indiana, Verenigde Staten. Het is de vlaggenschipuniversiteit van het Indiana University-systeem en een van de grootste en oudste instellingen voor hoger onderwijs in de staat Indiana. IU Bloomington werd opgericht in 1820 en heeft zich ontwikkeld tot een vooraanstaande universiteit met een breed scala aan academische programma's en onderzoeksinitiatieven.

## Geschiedenis
Indiana University werd opgericht op 20 januari 1820 als de "State Seminary". In 1828 werd het hernoemd tot "Indiana College" en in 1838 kreeg het zijn huidige naam, "Indiana University". Tijdens de 20e eeuw breidde IU Bloomington zijn onderzoeksprogramma’s uit en verwierf het nationale erkenning in verschillende disciplines, waaronder muziek, recht, bedrijfskunde, en informatica. In 2007 werd de universiteit geclassificeerd als een "Research 1"-instelling door de Carnegie Classification of Institutions of Higher Education, wat betekent dat het een van de meest onderzoeksintensieve universiteiten in de VS is.